# Giovanni Capoccio
Giovanni Capoccio da Tagliacozzo (Tagliacozzo, ... – Roma, 1522 circa) fu un capitano di ventura e uno dei tredici cavalieri italiani, che si opposero ai francesi nella disfida di Barletta.
Originario di Tagliacozzo, morì a Roma probabilmente intorno al 1522.

## Biografia

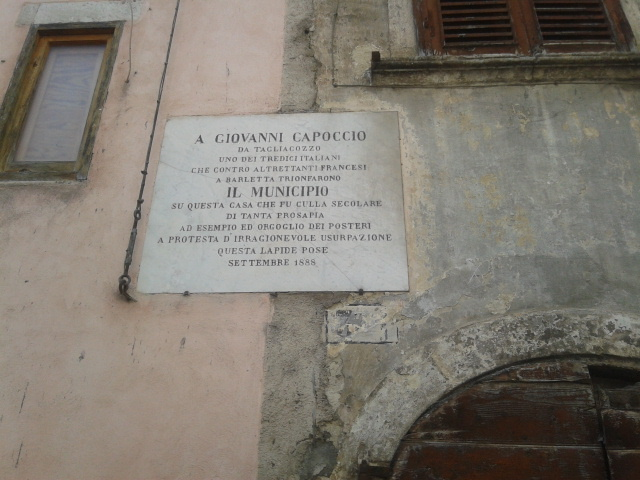
Targa su quella che si ritiene essere la casa natale di Giovanni Capoccio a Tagliacozzo

Ne rivendicano i natali Tagliacozzo e Spinazzola. 

Lo stemma cardinalizio della nobile famiglia romana dei Capoccio, è lo stesso portato da questo cavaliere durante lo scontro con i Francesi durante la storica Disfida di Barletta. Tale stemma è riprodotto nell'intestazione della pagina del catasto del 1635 riguardante la famiglia Capoccio di Tagliacozzo, conservato presso l'archivio storico del Comune Abruzzese. Inoltre, nell'albero genealogico di questa famiglia romana, vi è un Giovanni, ricordato come un eroe. Si tratterebbe però di Giovanni Gasperino detto "Capoccio", per via della sua grande testa, figlio di Pietro, patrizio romano morto a Spinazzola e come il figlio sepolto nel convento dei frati minori di San Francesco. Tale ipotesi, senza alcun documento che faccia da appoggio alla tesi, non è stata mai considerata attendibile. Lo stesso Gasperino (Gasparrino) è un avo del frate che ha sostenuto tale ipotesi. 

Il fatto che si ritenga comunemente Capoccio di Roma è spiegato dal fatto che egli partecipò alla campagna contro i francesi (e quindi dalla parte degli spagnoli) essendo organico alla Compagnia di Cavalleria dei romani Fabrizio e Prospero Colonna, dei quali Fabrizio era, appunto, Duca di Tagliacozzo (dove sicuramente reclutò Giovanni Capoccio). 
A Tagliacozzo una piazza è dedicata a Capoccio e si svolgono manifestazioni e convegni legati al tema.
L'eroica figura del cavaliere Capoccio ha avuto, comunque, risonanza anche a Spinazzola, tanto che nel 1887 gli amministratori comunali vollero dedicargli una via e posero una lapide sulla facciata del Municipio con un'epigrafe del tranese Giovanni Bovio (Trani, 6 febbraio 1837 – Napoli, 15 aprile 1903).
La tradizione attribuisce al Capoccio l'appellattivo di "più forte campione italico dopo il Fieramosca". Fu sicuramente della battaglia di Ravenna, nel 1512, dove fu fatto prigioniero.